# Septoria lobeliae
Septoria lobeliae är en svampart som beskrevs av Peck 1872. Septoria lobeliae ingår i släktet Septoria och familjen Mycosphaerellaceae.   Inga underarter finns listade i Catalogue of Life.